# Yasak
Yasak o yasaq, en ocasiones iasak, (en ruso: ясак; similar al Yassa) es una palabra túrquica para definir un "tributo" que fue usada en el Imperio ruso para designar el tributo en pieles que pagaban los pueblos indígenas de Siberia.

## Origen

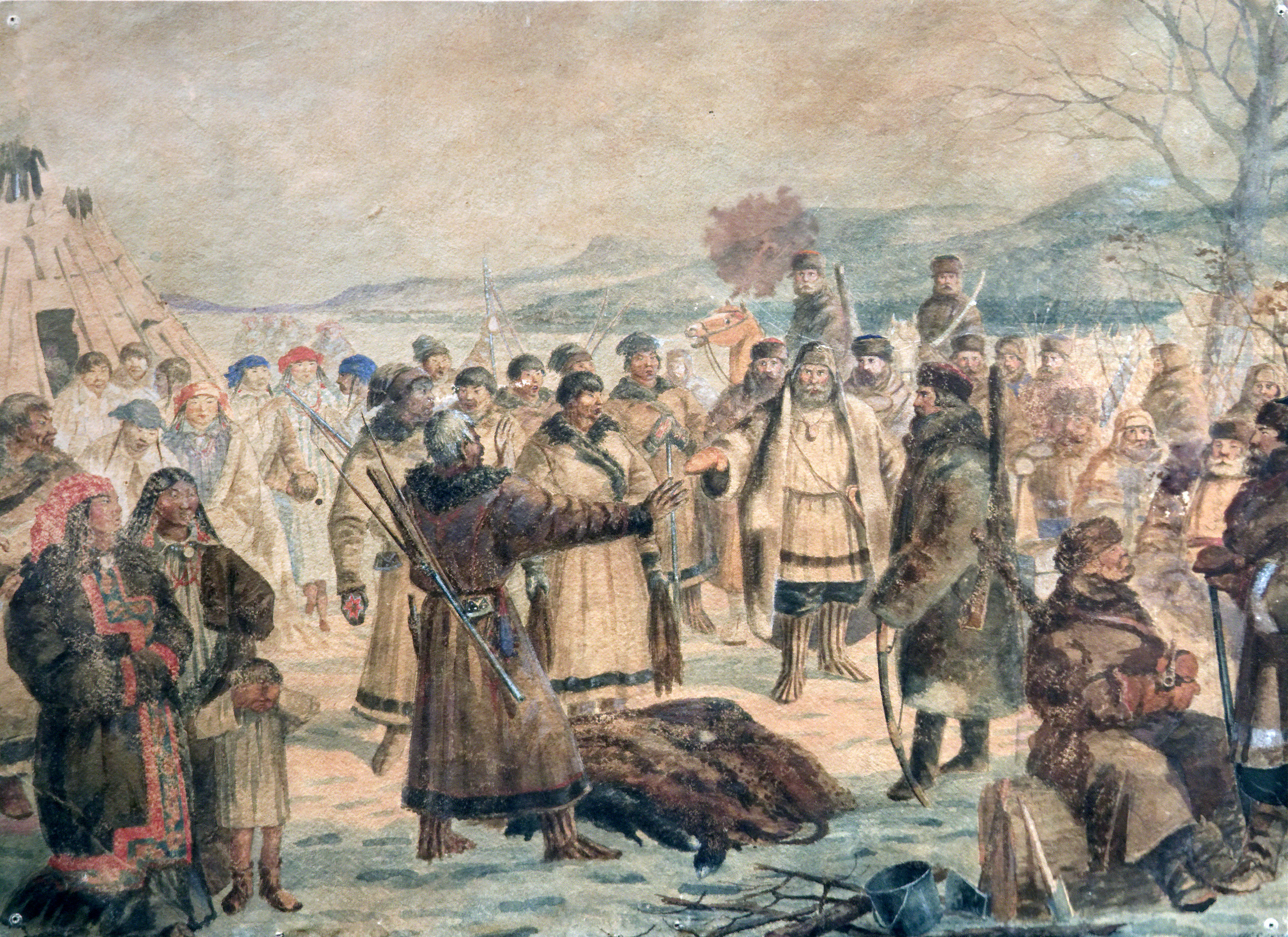
Yasak

Los orígenes del yasak pueden encontrarse en un impuesto aplicado a los nativos, principalmente de poblaciones no túrquicas, en el territorio de la Horda de Oro. No está claro el momento exacto en que este concepto fue introducido en Moscovia. Parece que este impuesto fue heredado por Moscovia de los kanatos del Volga de Kazán y Astracán (dos fragmentos surgidos de la Horda de Oro subyugados por Iván IV en la década de 1550. Estos territorios fueron colonizados por una serie de pueblos no-cristianos que debían pagar el yasak en dinero o especie. El estudioso de historia euroasiática francés Renée Grousset, remonta el origen del yasaq en su libro "El Imperio de las Estepas" aún más atrás en el tiempo, al código moral impuesto por Gengis Khan a su horda original. El Yasaq continuó siendo practicado por las hordas mongolas hasta que quedaron bajo la influencia del budismo (Mongolia y China) del Islam (Horda de Oro, Persia, Asia Central) en siglos sucesivos.
La mención más temprana del impuesto se encuentra en una carta enviada por Ismail (gobernante de la Horda de Nogai y antepasado de la familia Yusupov) al zar Iván IV en 1559, tres años después de que este último conquistara el delta del Volga y Astracán. La frontera entre ambos territorios no había sido establecida aún y Ismail se quejaba de que el gobernador de Iván en Astracán exigía yasak de los habitantes del delta, que Ismail consideraba sus súbditos, "en grano de aquellos que cultivaban la tierra y en pescado de aquellos que pescaban".

## Naturaleza

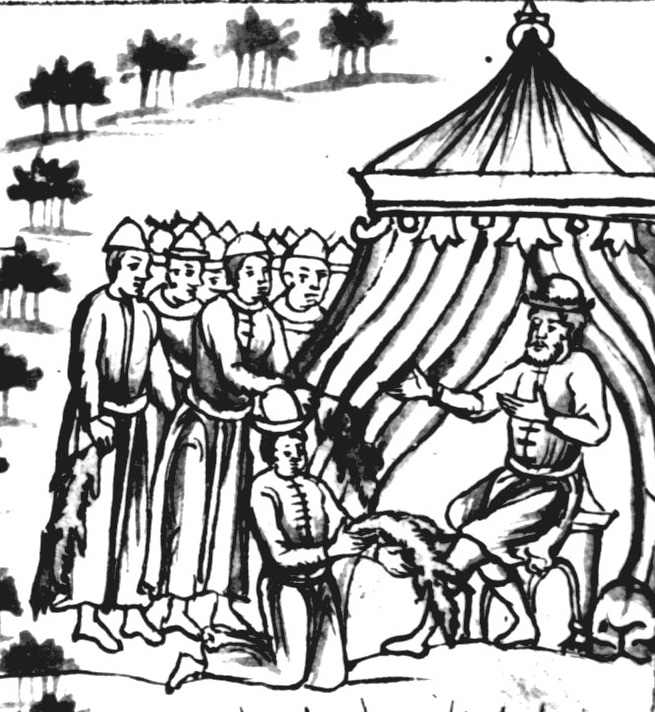
Vogulos entregando un tributo de pieles a Yermak Timoféyevich

El yasak fue gradualmente introducido en el norte de Asia en el siglo XVII como consecuencia de la conquista rusa de Siberia. La relación del zar con los nativos se basaba en los principios del quid pro quo. La entrega anual de yasak por los represantes de los nativos estaba normalmente acompañada de una fiesta y regalos para los nativos patrocinada por el estado. Esta compensación incluía tabaco, sílex, cuchillos, hachas y otros útiles. Algunas poblaciones, especialmente en el Extremo Oriente, apreciaban las cuentas de cristal coloreadas. El voivoda local podía así mismo otorgar a los pagadores del tributo ("ясачные люди") suministros como aceite de pescado.
Si el zar no les retribuía una compensación en condiciones o era considerada insuficiente, los pagadores del yasak mostraban su descontento. De acuerdo a un informe del siglo XVII, no sólo golpearon a los recaudadores, sino que "tiraron los regalos del soberano, atándolos a cuellos de perros, y los tiraron al fuego, y pagaron el yasak sin cortesía, lo patearon y lo tiraron al suelo, llamándonos, a nosotros, tus sirvientes, gente mala". En varias ocasiones, estos conflictos germinaban la rebelión de los nativos contra el gobierno moscovita.
Los funcionarios del zar, debido a esta volátil situación, trabajaron para transformar el yasak de un intercambio de artículos (el concepto heredado del Kanato de Siberia y la Horda de Oro) en una entrega de impuestos regular, aunque este proceso tardaría siglos en completarse. En muchas áreas fronterizas implicaba que "la entrega de [...] regalos  al jefe local y sus nobles era la única manera de asegurar la cooperación de los nativos." En la cuenca del Volga, el yasak fue reemplazado por un impuesto regular en la década de 1720, y para 1822 este reemplazo se había dado ya en la mayor parte de Siberia. Se continuó cobrando yasak de forma prácticamente simbólica a los pueblos nómadas de Siberia Oriental (yakutos, evenki, chukchi), hasta la Revolución rusa de 1917.

## Recaudación
Los procedimientos de recaudación del yasak no estaban estrictamente regulados y variaban de un ulús a otro. Se requería un censo para determinar el número de sujetos sometidos a este pago. Estos datos se registraron en una serie de listados llamados ""libros del yasak", de los cuales se conservan unos 1.700 sólo del siglo XVII. Cada individuo varón tributante entre los 18 y los 50 años debía de realizar un shert o juramento de fidelidad al zar.
La mayoría de los pueblos de Siberia pagaban tributo por un cómputo de hogares, no obstante, los yakutos lo pagaban sobre la base de las cabezas de ganado que poseían, y los bashkires sobre la base de un censo de terreno. El  yasak se podía pagar en martas cibelinas, zorros rojos, castores, y otros mustélidos. Se aceptaba el pago en ganado en algunas circunstancias. Estos pagos constituían la base del comercio de pieles de Rusia con Europa occidental.
El prikaz siberiano era el responsable de la recaudación del yasak en la Rusia moscovita. En 1727, se promulgó un ukase que decretaba la posibilidad de pago del yasak en dinero, aunque esta medida era poco provechosa para el tesoro imperial por lo que fue revocada doce años después. El Gabinete de Ministros decretó entonces que el yasak se pagara en cibelinas o, en su ausencia, en otras pieles.
Catalina la Grande llevó a cabo una reforma de la recaudación del yasak al instituir una serie de "comisiones del yasak", con centro en Tobolsk. En 1827, esta tarea era desarrollada por dos camisiones principales, una para Siberia Oriental y la otra para la Occidental, cuyas actividades eran reguladas por un estatuto especial.